# Las noches de la presidenta
Las noches de la presidenta (Les nuits de la présidente en su título original) es una película francesa pornográfica de 1997 escrita y dirigida por Alain Payet y protagonizada por Laure Sainclair, Elodie Chérie y Roberto Malone.

## Argumento
La película habla sobre la extorsión que un hombre realiza a la presidenta de una poderosa nación (Laure Sainclair)  al averiguar que esta sale por las noches de incógnito para prostituirse. El chantaje comienza con el envío de unas fotografías a la secretaria de la presidenta (Elodie Chérie) que pueden comprometerla. A fin de evitar que los negativos salgan a la luz, la presidenta se ve obligada a satisfacer los perversos juegos sexuales que el extorsionador propone. 
A medida que transcurre la película, se van presentando escenas en las que la flor y nata de la sociedad se reúne para mitigar sus apetencias sexuales en fiestas selectas y privadas (tal y como años después narrarán películas como Eyes Wide Shut o Lo mejor que le puede pasar a un cruasán).
El final de la película muestra a la presidenta haciendo la calle y deambulando de lado a lado buscando una clientela para satisfacerla mientras la cámara se acerca. La presidenta sonríe al haber encontrado un cliente que resulta no ser otro que el espectador, en primera persona, personificado por el objetivo de la cámara.

## Reparto
- Laure Sainclair ... Presidenta
- Elodie Chérie ... Secretaria de la Presidenta
- Roberto Malone ... Extorsionador
- David Perry
- Coralie Trinh Thi (como Coralie)
- Eva Falk
- Bruno SX
- Kathy Kash
- Erika Bella ... Mujer de la fiesta con varios hombres
- Philippe Déan
- John T
- Rikky Dix

## Escenas
| Escena | Participantes                                           | Modalidad sexual          |  |
| ------ | ------------------------------------------------------- | ------------------------- |  |
| 1      | Laure Sainclair y Bruno SX                              | coito a tergo             |  |
| 2      | Roberto Malone y Elodie chérie                          | sexo anal                 |  |
| 3      | Laure Sainclair y Roberto Malone                        | felación                  |  |
| 4      | Laure Sainclair                                         |                           |  |
| 5      | Laure Sainclair y Roberto Malone                        | fingering                 |  |
| 6      | Coralie y David Perry                                   |                           |  |
| 7      | Eva Falk y Roberto Malone                               | fetichismo                |  |
| 8      | Erika Bella                                             | doble penetración, bukake |  |
| 9      | Laure Sainclair, Kathy Kash, David Perry, Philippe Dean | tribadismo y sexo anal    |  |

## Galardones
- 1998: FICEB Award a la mejor actriz europea, Laure Sainclair.